# کمپ ناما
کمپ ناما (به انگلیسی: Camp Nama) یک ساحه نظامی متعلق به ایالات متحده آمریکا واقع در بغداد، عراق است. این اردوگاه زمان صدام ایجاد شده است.
کمپ مخفی ناما در فرودگاه بین‌المللی بغداد قرار دارد که توسط نیروهای ۶–۲۶ مخفی ایالات متحده اداره می‌شود.

## شیوه‌های رایج آزار و اذیت زندانیان
به گزارش گاردین در این محل متهمان به منظور بازجویی توسط ارتش آمریکا و بازجویان غیرنظامی به این زندان محرمانه آورده می‌شدند. شیوه‌های بازجویی آنها به قدری بی‌رحمانه بوده که با محکومیت گسترده از سوی یک نهاد حقوق بشری آمریکایی و همچنین بازرس ویژه پنتاگون روبه‌رو شده است.
سربازان انگلیسی سو استفاده‌ها و شکنجه‌های این اردوگاه را چنین توصیف کردند:
- زندانیان عراقی برای مدت طولانی در سلول‌هایی که به اندازه لانه سگ بوده است، نگه داشته می‌شدند.
- زندانیان در معرض شوک الکتریکی قرار می‌گرفتند.
- اغلب اوقات زندانیان سرپوش داشتند.
- برخی از زندانیان به منظور بازجویی به یک کانتینر عایق صدا برده می‌شدند؛ در حالی که پس از بازجویی به شدت دچار فشار فیزیکی بودند.[۴]